# Liste der Umweltsenatoren von Hamburg
Dies ist eine Liste der Umweltsenatoren von Hamburg.

## Umweltsenatoren Hamburg (seit 1978)
| Name               | Amtsantritt                                    | Senat                                    | Partei |
| ------------------ | ---------------------------------------------- | ---------------------------------------- | ------ |
| Wolfgang Curilla   | 1. Dezember 1978 24. Juni 1981 2. Februar 1983 | Klose II von Dohnanyi I von Dohnanyi II  | SPD    |
| Christine Maring   | 7. August 1986 20. Januar 1987                 | von Dohnanyi II von Dohnanyi III         | SPD    |
| Jörg Kuhbier       | 2. September 1987 8. Juni 1988                 | von Dohnanyi IV Voscherau I              | SPD    |
| Fritz Vahrenholt   | 26. Juni 1991 15. Dezember 1993                | Voscherau II Voscherau III               | SPD    |
| Alexander Porschke | 12. November 1997                              | Runde                                    | GAL    |
| Peter Rehaag       | 31. Oktober 2001                               | von Beust I                              | Schill |
| Michael Freytag    | 17. März 2004                                  | von Beust II                             | CDU    |
| Axel Gedaschko     | 17. Januar 2007                                | von Beust II                             | CDU    |
| Anja Hajduk        | 7. Mai 2008 25. August 2010                    | von Beust III Ahlhaus                    | GAL    |
| Herlind Gundelach  | 30. November 2010                              | Ahlhaus                                  | CDU    |
| Jutta Blankau      | 23. März 2011                                  | Scholz I                                 | SPD    |
| Jens Kerstan       | 15. April 2015 28. März 2018 10. Juni 2020     | Scholz II Tschentscher I Tschentscher II | Grüne  |
| Katharina Fegebank | 7. Mai 2025                                    | Tschentscher III                         | Grüne  |